# Ельжбетув (Люблінське воєводство)
Ельжбетув (пол. Elżbietów) — село в Польщі, у гміні Міхів Любартівського повіту Люблінського воєводства.
Населення — 142 особи (2011).

## Демографія
Демографічна структура станом на 31 березня 2011 року:
|          | Загалом | Допрацездатний вік | Працездатний вік | Постпрацездатний вік |
| -------- | ------- | ------------------ | ---------------- | -------------------- |
| Чоловіки | 67      | 15                 | 46               | 6                    |
| Жінки    | 75      | 17                 | 35               | 23                   |
| Разом    | 142     | 32                 | 81               | 29                   |